# Hornella Góngora
Hornella Góngora, nombre artístico de Javier Sevillano Jiménez (Alicante, 22 de junio de 1987), es una drag queen española, conocida por competir en la tercera temporada de Drag Race España.

## Carrera
El nombre artístico de Javier, Hornella Góngora, es una combinación del nombre de su antiguo mascota, Hornella, y la Calle Góngora en la que vivía en aquel entonces. Comenzó a hacer drag en el año 2009 y formó parte del espectáculo drag ¡Que Trabaje Rita!.
Entre sus referentes artísticos y profesionales destaca a Mina Mazzini, Marlene Dietrich y Rita Hayworth, así como el cine del director español Pedro Almodóvar.
En octubre de 2016 lanzó su segundo tema musical, «Amor Irracional».
En 2021 tuvo un pequeño papel en la película de Atresmedia Una Navidad con Samantha Hudson, en la que además interpretó el tema «Vuelve a Casa Vuelve» junto a artistas de la escena drag como Kika Lorace, La Prohibida o Gad Yola.
En 2023, Hornella se unió a la competencia de telerrealidad Drag Race España en su tercera temporada, que comenzó a emitirse el 16 de abril de 2023. En el cuarto episodio, para la categoría de pasarela "Mi peor yo", presentó un reivindicativo look en el que representaba la etapa de su vida en el que se encerró en sí misma una vez le diagnosticaron VIH, lanzando un mensaje de aceptación para las personas seropositivas. Finalmente Hornella se posicionó como una de las finalistas de la temporada.
En mayo de ese mismo año dio el pregón del Orgullo LGBT en el Festival LGTBI+ + DIVERSA, en Elche, junto a la también drag queen Venedita Von Däsh.

## Filmografía

### Televisión
| año  | título                          | papel      | notas                       |
| ---- | ------------------------------- | ---------- | --------------------------- |
| 2021 | Una Navidad con Samantha Hudson | Ella misma | Película                    |
| 2023 | Drag Race España                | Ella misma | 11 episodios, 3.ª finalista |
| 2024 | Drag Race España: All Stars     | Ella misma | 7 episodios, 3.ª finalista  |

## Discografía

### Sencillos
| Año  | Título              |
| ---- | ------------------- |
| 2015 | «Thunder»           |
| 2016 | «Amor Irracional»   |
| 2020 | «Mi Cama Es Grande» |

## Teatro
- El Gran Hotel de las Reinas (2023)[11]